# Markku Uusipaavalniemi
Markku Uusipaavalniemi (Karkkila, 23 de noviembre de 1966) es un deportista finlandés que compitió en curling.
Participó en dos Juegos Olímpicos de Invierno, obteniendo una medalla de plata en Turín 2006 y el quinto lugar en Salt Lake City 2002.
Ganó dos medallas de bronce en el Campeonato Mundial de Curling, en los años 1998 y 2000, y tres medallas en el Campeonato Europeo de Curling entre los años 1999 y 2001.

## Palmarés internacional
| Juegos Olímpicos   | Juegos Olímpicos      | Juegos Olímpicos  | Juegos Olímpicos |
| Año                | Lugar                 | Medalla           | Prueba           |
| ------------------ | --------------------- | ----------------- | ---------------- |
| 2006               | Turín (Italia)        | Medalla de plata  | Equipo           |
| Campeonato Mundial |                       |                   |                  |
| Año                | Lugar                 | Medalla           | Prueba           |
| 1998               | Kamloops (Canadá)     | Medalla de bronce | Equipo           |
| 2000               | Glasgow (Reino Unido) | Medalla de bronce | Equipo           |
| Campeonato Europeo |                       |                   |                  |
| Año                | Lugar                 | Medalla           | Prueba           |
| 1999               | Chamonix (Francia)    | Medalla de bronce | Equipo           |
| 2000               | Oberstdorf (Alemania) | Medalla de oro    | Equipo           |
| 2001               | Vierumäki (Finlandia) | Medalla de bronce | Equipo           |